# Mercedes-Benz O 317
Mercedes-Benz O 317 je bil model enega najbolj kakovostnih klasičnih mestnih avtobusov, ki so jih izdelovali v nemškem Mercedesu. Model je bil visokopodni s podpodnim ležečim motorjem OM 346, nameščenim med prvo in drugo osjo. V Nemčiji so jih izdelovali med letoma 1958 in 1977, ko ga je nasledil model 0 305.
Vozilo je bilo na voljo v treh izvedbah, in sicer:
- enojni standardni avtobus dolžine 12 m,
- enojni skrajšani avtobus dolžine 11,2m (O 317K),
- zglobni avtobus dolžine 18 m.

## Tehnični podatki
- vrtina/gib: 128/140
- prostornina: 10.809 ccm
- moč motorja: 185 (O 317K) - 210 KM
- menjalnik: 4 ali 5 stopenjski, lahko tudi voithov avtomatik
- število sedežev: 40°
- število stojišč: 65°

Opomba:
° - velja za nemški izvirni enojni standardni avtobus dolžine 12 m s tremi vrati.

## Licenčna vozila
Po nemški licenci so omenjeni model z nekaterimi estetskimi popravki za jugoslovanski trg med letoma 1969 in 1980 izdelovali v skopski tovarni "FAS 11. oktomvri". Na voljo so bili avtobusi v izvedbi za mestni in primestni promet (oblazinjeni sedeži in prostor za sprevodnika). 
V Sloveniji so vozila v svojem voznem parku imeli Viator, Slavnik Koper, Alpetour in drugi. Vozila so bila izredno vzdržljiva, saj jih je večina brez težav prevozila 1.000.000 kilometrov.

## Galerija slik
- Avtobus št. 373 je v Ljubljani vozil od novembra 1969 do marca 1986
- Poštni avtobus
- Zglobni avtobus
- Avtobus v Luebecku